# 2112 (album)
2112 – czwarty album studyjny kanadyjskiego tria progresywnego Rush wydany przez Mercury Records 1 kwietnia 1976 roku.
Uważa się, że na tym albumie zespół wykształcił swoje charakterystyczne brzmienie i postawił krok w kierunku rocka progresywnego. Płytę otwiera 20-minutowy, podzielony na siedem rozdziałów dystopijny utwór „2112”, skomponowany przez Geddy’ego Lee i Alexa Lifesona. Tekst napisał Neil Peart, inspirując się nowelą Anthem Ayn Rand.
Album odniósł duży sukces, otrzymując pozytywne oceny od krytyków muzycznych oraz sprzedając się w liczbie przekraczającej 3 miliony egzemplarzy, stając się pierwszą płytą zespołu, która otrzymała status platynowej w Stanach Zjednoczonych. Płyta uplasowała się również na 61 miejscu na liście Billboard 200.
Utwór 2112 jest dostępny w podstawowej wersji gry Guitar Hero: Warriors of Rock oraz jako DLC do gry Rock Band 3.

## Kontekst
W związku z komercyjną porażką poprzedniego albumu – Caress of Steel, wytwórnia płytowa próbowała wymusić na zespole nietworzenie kolejnych koncepcyjnych utworów i stworzenie czegoś bardziej komercyjnego, co spotkało się ze sprzeciwem grupy, która uważała, iż słuchacze nie docenili tego albumu. Ostatecznie trio nagrało album nie patrząc na zalecenia wytwórni, w wyniku czego na pierwszej stronie płyty znalazł się ponad 20 minutowy utwór 2112.
Album został nagrany w lutym 1976 roku w Toronto Sound Studios w Toronto, a większość materiału została napisana podczas trasy koncertowej promującej album Caress of Steel. Okładkę albumu zaprojektował grafik Hugh Syme. Przedstawia ona czerwoną gwiazdę na tle gwiazd w kosmosie.

## Utwory

### 2112
- Źródło: Wkładka dołączona do płyty 2112.

Ponad 20 minutowe dzieło, opowiadające o świecie, w którym władzę sprawują kapłani ze świątyń Syrinks. Słowa i historię napisał Neil Peart, który został podświadomie zainspirowany przez amerykańską filozofkę, twórcę filozofii obiektywizmu Ayn Rand, której zadedykował całą płytę. We wkładce dołączonej do albumu, przed tekstem każdej części, opisana jest historia bohatera utworu pisana w stylu pamiętnika.

#### IOverture
Część instrumentalna, początkowe dźwięki zostały stworzone przy użyciu syntezatora ARP Odyssey. Jedyne zdanie wypowiedziane na końcu części brzmi: „And the meek shall inherit the Earth.“/„Błogosławieni cisi, albowiem oni posiądą ziemię.” − Jest to odniesienie do Ośmiu Błogosławieństw oraz Psalmu 37.
Bohater żyje w mieście Megadon, uważając, że prowadzi szczęśliwe życie, mieszkając na planecie na której panuje pokój dzięki „Słonecznej Federacji”, która po wojnie w 2062 roku zjednoczyła planety które przetrwały, lecz pewnego dnia znajduje coś co całkowicie odmienia jego życie – gitarę sprzed czasów Federacji. Bohater podpisuje się jako Anonim, 2112.

#### IIThe Temples of Syrinx
Druga część opowiada o Kapłanach Syrinks, którzy mają władzę nad każdym aspektem życia ludzi dzięki komputerom. Głoszą: „Troszczymy się o wszystko, o słowa które słyszysz, o pieśni które śpiewasz”. Lecz ich troska o jednostkę jest iluzoryczna, nie tolerują indywidualności i kreatywności, które nie są zgodne z ich planem.
Część gatunkowo zalicza się do hard rocka, śpiewana jest charakterystycznym wysokim głosem Geddy’ego Lee.

#### IIIDiscovery
Bohater znajduje gitarę w jaskini za wodospadem. Uczy się ją stroić i grać. Jest zachwycony jak inna jest muzyka którą tworzy od tej tworzonej w Świątyniach. Postanawia zaprezentować starodawny instrument Kapłanom oczekując wyróżnienia oraz wierząc, iż pozwoli to każdemu tworzyć piękną muzykę.
Discovery zaczyna się słyszalną w tle chlupiącą wodą i strojeniem gitary przez Alexa Lifesona. Przechodzi ono w uderzanie pustych strun i dalej w coraz bardziej skomplikowane i rozbudowane motywy muzyczne ukazując postęp w nauce gry przez bohatera.

#### IVPresentation
Protagonista prezentuje znaleziony instrument przed Kapłanami, lecz wbrew oczekiwaniom Kapłani są zdenerwowani, iż marnuje się ich cenny czas. Mówią mu że „nie potrzebują starodawnych rzeczy” i że jest to „kolejna zabawka, która pomoże zniszczyć starszą rasę ludzi”. Bohater nie wierzy w to co słyszy i bezskutecznie próbuje przekonać Kapłanów do swojej racji. Ojciec Brown kończy prezentację niszcząc gitarę i wypraszając bohatera ostrzegając go aby „nie denerwował ich więcej”.
Wokalista i basista Geddy Lee oraz gitarzysta Alex Lifeson naprzemiennie przedstawiają dialog bohatera oraz Kapłanów dzięki stosowaniu różnych środków stylistycznych – Słowa bohatera wyrażone są niskim i ciepłym głosem oraz gitarą graną na czystym kanale. Partie Kapłanów są natomiast ostrzejsze, śpiewane szorstkim, wysokim głosem a gitara jest mocno przesterowana. Część kończy się gitarową solówką.

#### VOracle: The Dream
Zrozpaczony bohater „wlecze się do domu pustymi ulicami” i „zapada w niespokojny sen”, lecz sądzi on iż jest to wizja, ponieważ „wydaje się bardzo realna”. Spotyka wyrocznię, która pokazuje mu obraz świata sprzed panowania Federacji – świat w którym kwitła indywidualność i kreatywność. Po przebudzeniu uważa, iż bez tego jego życie nie ma sensu. Widzi także że „starsza rasa” nie została zniszczona lecz opuściła planetę dawno temu aby w przyszłości wrócić i obalić Kapłanów i ich Świątynie.

#### VISoliloquy
Bohater powraca do jaskini w której znalazł gitarę i siedzi w niej „od wielu dni”. Rozmyśla nad swoim „zimnym i pustym życiem” Odbiera sobie życie, ponieważ uważa, iż tylko w ten sposób może ujrzeć świat z jego snu. Kończy swoje zapisy słowami: „Moja dusza utopiona w głębi rozpaczy, moje życie – Przelewa się”.

#### VIIGrand Finale
Utwór kończy się hardrockowym riffem, podobnie jak część pierwsza Overture, jest to część instrumentalna, z jednym zdaniem powtarzanym na końcu: „Uwaga wszystkie planety Słonecznej Federacji! Przejęliśmy kontrolę!”, z czego można odczytać, iż „Starsza Rasa” obaliła Kapłanów oraz „Słoneczną Federację” i odzyskała planetę.

### Pozostałe utwory
Powieść Droga do Indii Edwarda Morgana Forstera zainspirowała Neila Pearta do nadania jednemu z utworów tytułu A Passage to Bangkok. Utwór opowiada o podróży dookoła świata w poszukiwaniu marihuany. Alex Lifeson wskazał utwór Kashmir grupy Led Zeppelin jako główna inspiracja przy pisaniu muzyki do A Passage to Bangkok. 
Neil Peart napisał The Twilight Zone pod wpływem serialu Strefa mroku, którego był fanem. Opowiada on o fantastycznej wyprawie w „czwarty wymiar”. 
Lessons jest jednym z nielicznych utworów, które Alex Lifeson napisał oraz skomponował całkowicie sam. Charakteryzuje się on enigmatycznym tekstem, i jest w tonacji A-dur, która w refrenie zmienia się w E-dur.
Słowa do Tears napisał Geddy Lee. Jest to pierwszy utwór Rush, w którego nagrywaniu wziął udział ktoś spoza tria: Hugh Syme – grafik, który tworzy graficzne projekty okładek dla zespołu, zagrał w utworze na melotronie.
Neil Peart w swojej książce Traveling Music napisał, że pomysł do napisania Something for Nothing podsunął mu napis na ścianie w Los Angeles: „Freedom isn’t free”/„Wolność nie jest za darmo”.

## Odbiór albumu
Album otrzymał pozytywne opinie od krytyków, lecz chwalona była głównie pierwsza strona płyty: Utwór 2112. 2112 to album który po raz pierwszy został zauważony poza Kanadą w Stanach Zjednoczonych, co spowodowało znaczący wzrost popularności zespołu. Płyta została umieszczona m.in. w liście IGN „10 Classic Prog Albums” oraz na drugim miejscu na liście najlepszych albumów rocka progresywnego magazynu Rolling Stone.
Greg Plato z AllMusic ocenił album pozytywnie, chwaląc utwór 2112, opisując go jako „przedstawiający chłodny obraz przyszłego świata”, oceniając trio jako „najbardziej utalentowanych instrumentalistów”. Classic Rock Review określił płytę jako „najlepsze dzieło w historii zespołu”. Sean Trane pisze, iż „album nie postarzał się w ciągu 30 lat”, zauważając jednak, iż „chociaż brzmi trochę prosto, jest przykładem doskonałej wyrazistości oraz muzykalności”. Sputnik music ocenił utwór 2112 jako „najlepszy utwór kiedykolwiek napisany”, lecz drugą stronę płyty określił jako „nie nadającą się oraz nie pasującą do tak świetnego utworu jakim jest 2112”, ostatecznie uzasadniając średnią ocenę słowami: „Nie jest to dzieło kompletne”.
Sam zespół ocenił tę płytę jako „najważniejszą rzecz jaką w życiu napisali”.

## Lista utworów
Tekst do wszystkich utworów został napisany przez Neila Pearta a muzyka przez Geddy’ego Lee i Alexa Lifesona, wyjątki opisane.

### Strona pierwsza
1. „2112“ – 20:31

- - (I) „Overture“ – 4:32
  - (II) „The Temples of Syrinx“ – 2:13
  - (III) „Discovery“ (muzyka: Lifeson) – 3:29
  - (IV) „Presentation“ (muzyka: Lifeson) – 3:42
  - (V) „Oracle: The Dream“ – 2:00
  - (VI) „Soliloquy“ – 2:21
  - (VII) „Grand Finale“ – 2:14

### Strona druga
1. „A Passage to Bangkok“ – 3:34
2. „The Twilight Zone“ – 3:17
3. „Lessons“ (Lifeson) – 3:51
4. „Tears“ (Lee) – 3:31
5. „Something for Nothing“ (muzyka: Lee) – 3:59

## Twórcy
- Geddy Lee – gitara basowa, śpiew
- Alex Lifeson – gitara elektryczna i akustyczna
- Neil Peart – perkusja

oraz:
- Hugh Syme – melotron w „Tears”[26]

## Notowania na listach przebojów
| Kraj              | Lista (1976)   | Najwyższa pozycja | Sprzedaż  | Certyfikat |
| ----------------- | -------------- | ----------------- | --------- | ---------- |
| Stany Zjednoczone | Billboard 200  | 61                | 3 000 000 | 3× platyna |
| Szwecja           | Top 60 Albums  | 33                | –         | –          |
| Japonia           | LP Chart       | 178               | –         | –          |
| Kanada            | Top Albums/CDs | 6                 | 200 000   | 2× platyna |

## Single
| rok  | Tytuł                                 |
| ---- | ------------------------------------- |
| 1976 | „The Twilight Zone“                   |
| 1976 | „2112:Overture/The Temples of Syrinx“ |
| 1981 | „A Passage to Bangkok“                |